# Сражение за Большой Редан
Битва за Большой Редан (в русской исторической традиции Оборона Третьего бастиона) — ряд последовательных крупных сражений Крымской войны между британскими и русскими войсками соответственно 18 июня и 8 сентября 1855 года во время осады Севастополя. Французская армия успешно штурмовала Малахов курган, тогда как одновременная атака британцев на Большой Редан к югу от Малахова кургана была отражена. Современные комментаторы предполагают, что, хотя Редан стал настолько важным для победителей в плане военного престижа, он, вероятно, не был жизненно важен для взятия Севастополя. Укрепления Малахова кургана были гораздо важнее и находились во французском секторе осады. Когда французы штурмовали его после одиннадцатимесячной осады, англичанами была предпринята последняя, ненужная в военном отношении атака на Большой Редан.

## Предыстория
Россия вступила в очередную, десятую по счёту, войну с Османской империей осенью 1853 году, стремясь к расширению территории. Турция потерпела ряд поражений на море, особый резонанс в Европе вызвало Синопское сражение. В начале 1854 года правительства Великобритании и Франции предъявили России ультиматум о прекращении агрессии против османов, но он был отклонен, что привело к состоянию войны между этими государствами. Франко-британские военно-морские силы вошли в Черное море с намерением уничтожить русский флот. После набега на второстепенную военно-морскую базу в Одессе их внимание переключилось на главную российскую базу флота в Севастополе.
Высадившись вблизи Евпатории, союзники в ходе марша к Севастополю нанесли поражение блокирующей русской армии в битве при Альме. Затем союзники выдвинулись к Севастополю и осадили его. Попытки русских снять осаду ударами извне провалились, а французы после ряда неудач отказались от наступательных действий против русских укреплений, даже отказавшись атаковать после «второй бомбардировки». Ситуация изменилась 16 мая 1855 года, когда маршал  Ж.-Ж. Пелисье принял командование французской армией и согласился с лордом Регланом, что русские укрепления должны быть атакованы. Летом 1855 года это привело к трем штурмам союзников, последний из которых привёл к падению русской обороны.
К весне 1855 года англичане контролировали центральный участок союзной линии. Британская «правая атака» столкнулась с российским «бастионом № 3», обычно называемым «Большим Реданом». Британская «левая атака» столкнулась с «бастионом № 4», который англичане называли «бастионом Флагстаффа». Слева французский 1-й корпус столкнулся с бастионами No. 4, 5 и 6 (это угол на русской линии, британский и французский секторы встретились у бастиона № 4), а справа 2-й корпус французов столкнулся с бастионами № 2 (Малый Редан) и № 3 (Малахов курган).

## Первое наступление, 6-9 июня 1855 года

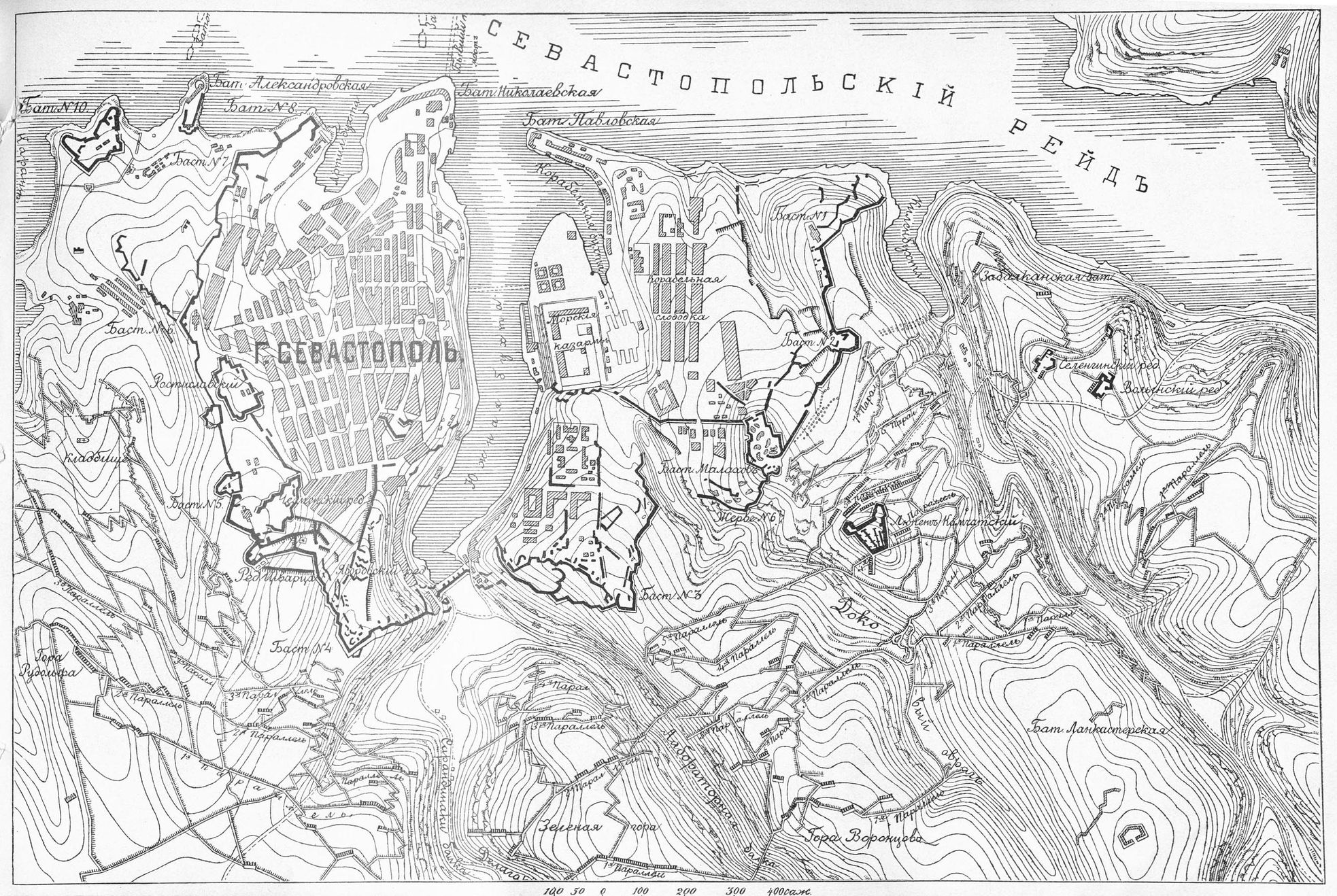
Третий бастион в центре плана укреплений, южнее Малахова кургана, севернее Лабораторной балки. На схеме также видны британские осадные работы против бастиона. Фото высокого разрешения. Кликните для увеличения

Первое наступление союзников было направлено на укрепление позиций. После нескольких дней бомбардировок две атаки, одна британская и одна французская, оказались успешными, и союзники удерживали все свои позиции против сильных контратак русских. Атака англичан была направлена против «Каменоломен» и проводилась частями Легкой и 2-й дивизий (атака на правом фланге). Они продвинулись вперед достаточно, чтобы Большой Редан был в пределах досягаемости атаки. Одновременная атака французов на Мамелон позволила им провести параллели с Малаховым курганом.

## Второе наступление, 17-18 июня 1855 года[3]
После успехов начала июня было решено предпринять общий штурм всей русской линии. 17 июня «четвертая бомбардировка» заставила русские батареи замолчать, и 18 июня было намечено наступление. Лорд Реглан предложил провести еще два часа бомбардировки, чтобы разрушить все ремонтные работы, сделанные ночью, и подавить оборону. Пелисье предложил атаковать на рассвете (03:00) без дополнительной подготовки, и Реглан согласился атаковать как можно скорее после того, как начнется французская атака.
Британские штурмовые силы состояли из трех бригад, план состоял в том, чтобы занять фланги Большого Редана с 1-й бригадой легкой дивизии под командованием полковника Йеа справа и 1-й бригадой 4-й дивизии под командованием генерал-майора сэра Джона Кэмпбелла слева. Затем бригада 2-й дивизии под командованием полковника Чарльза Троллопа должна была атаковать собственно Редан. Остальные четыре бригады этих трех дивизий (2-я дивизия в то время имела три бригады) находились в резерве, готовые к атаке около Редана. В левой атаке 3-я дивизия сэра Ричарда Ингланда получила приказ провести демонстрацию против редута № 4, а 1-я дивизия была задействована в качестве последнего резерва.
Французская атака на рассвете обернулась провалом. Русские, как и предсказывал Реглан, отремонтировали свои сооружения и укомплектовали их экипажами, готовыми принять штурм. Французы совершили ошибку в своих приготовлениях и были обнаружены, когда они все еще двигались в места сбора. Русские войска немедленно отправили боевые патрули, чтобы поразить французов в их районах сбора, и, зная, что они были обнаружены, полевые французские командиры начали атаку почти за час до того, как в 03:00 были выпущены три сигнальные ракеты, чтобы начать атаку. Следовательно, большинство французских штурмовых частей не достигли своих исходных позиций, которые на правом фланге атаки французов находились на расстоянии 400—600 ярдов от противника, потому что они не рвались вперед. Французские атаки были отбиты на широком участке фронта.
Реглан, увидев, что французы находятся под огнём, начал свою атаку, чтобы отвлечь внимание русских и позволить французам отступить. Только бригады Йеа и Кэмпбелла (10 батальонов) продвинулись вперед, попали под перекрестный огонь и понесли тяжелые потери, включая обоих командиров бригад. Атака была прервана, и британцы понесли потери 1433 человека, почти все в двух атакующих бригадах и почти все в пределах нескольких десятков ярдов от линии начала атаки.
После провала французы не хотели начинать новую атаку, пока они не прорвались вперед и не обеспечили хорошую линию атаки. На это ушло шесть недель. Союзники использовали отвлекающие атаки, чтобы перебросить войска через реку Черную, что спровоцировало контратаку русских в августе и дальнейшую бомбардировку (пятую), которая длилась десять дней, но не сопровождалась атакой, поскольку французские приготовления были не завершены.

## Третье и последнее наступление, 7-9 сентября 1855 года

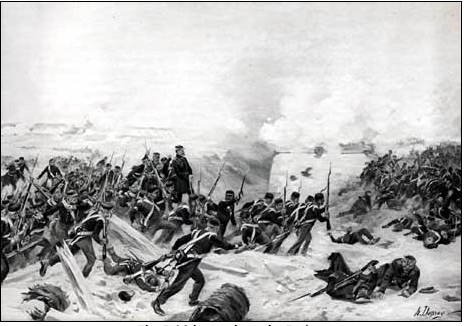
Англичане атакуют Большой Редан

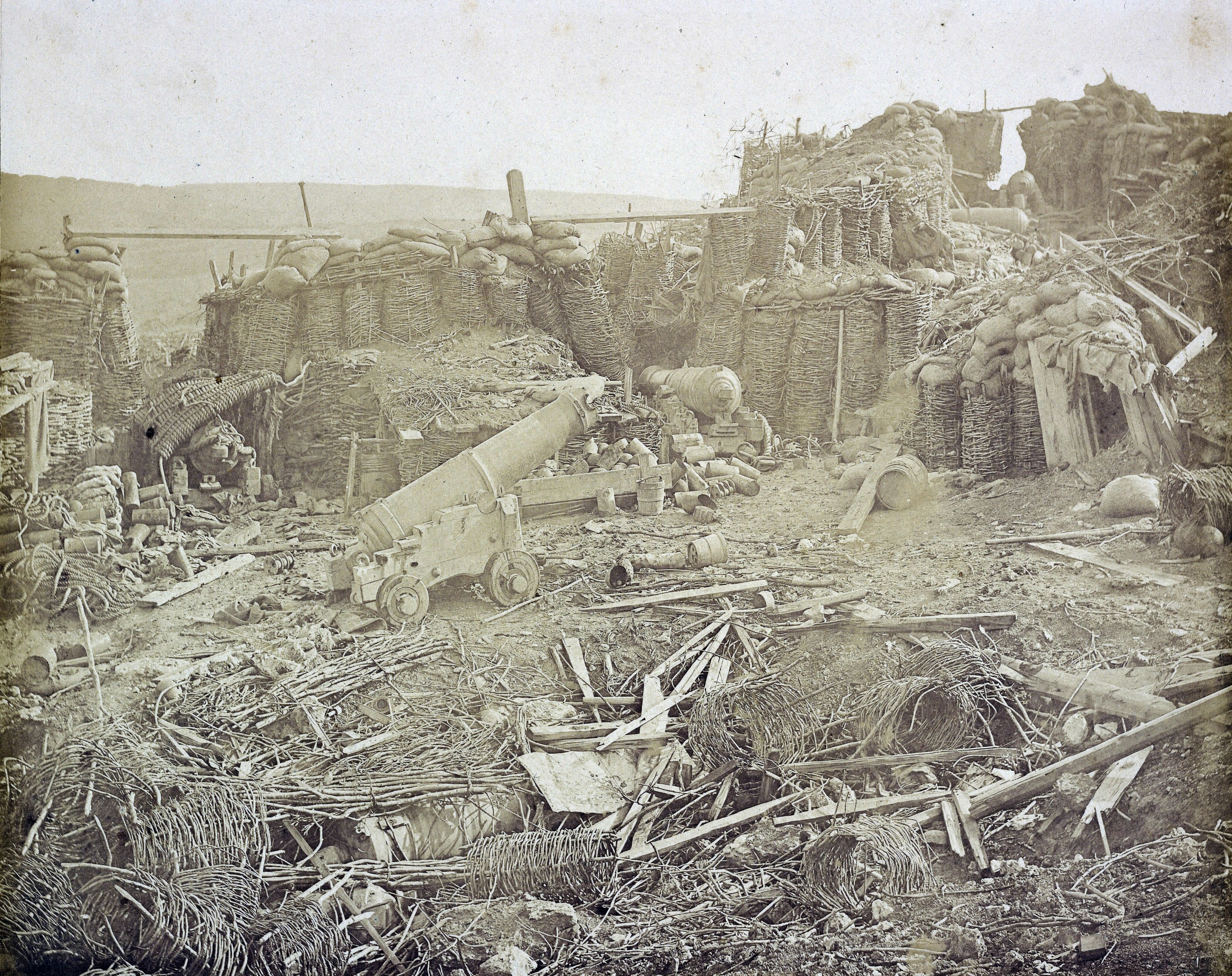
Третий бастион после штурма

После того, как французы продвинулись вперед, союзники планировали начать еще одну атаку, назначенную на 3 сентября. Атака начнется с того, что 2-й французский корпус атакует правый сектор, от Малого Редана до Малахова кургана, численностью до 25 000 человек. Затем англичане штурмуют Большой Редан в центре, и после этого 1-й французский корпус атакует Флагстафф и Центральные бастионы.
7 сентября начался обстрел, который продолжался до полудня 8-го. Затем 1-й французский корпус начал атаку на Малахов курган и Малый Редан, которая поначалу увенчалась успехом. Затем был дан сигнал для британцев о начале штурма (Георгиевский флаг, поднятый над Мамелоном), и затем британцы атаковали Большой Редан.
Британские штурмовые силы были привлечены из Легкой и 2-й дивизий. Каждая дивизия выставила вперед часть батальона (по 200 человек) в качестве стрелков и держала бригаду, разделенную на две линии (штурмовая и поддержка) по два батальона (всего по 500 человек). За ними в резерве находилась другая бригада дивизии, а за ними находился последний резерв в составе 1-й бригады, нагорья с приданной 1-й бригадой, 4-й дивизии. Слева наступали 1-я и 3-я дивизии и 2-я бригада 4-й дивизии. Были задействованы только батальоны прикрытия, первый штурмовой рубеж и половина поддерживающего штурмового рубежа (10 батальонов).
Две головные бригады находились под командованием исполняющего обязанности бригадного генерала Чарльза Эша Виндхэма (известного как «Герой Редана») и бригадного генерала Горацио Ширли. Перед лицом разрушительного русского огня бригада Ширли была отброшена перекрестным огнем слева, но бригада Виндхэма атаковала Большой Редан и разбила Владимирский 61-й пехотный полк. Виндхэм получил звание генерал-майора вне очереди за «его выдающееся поведение в том, что он с величайшим бесстрашием и хладнокровием возглавил наступательную колонну, которая атаковала оборону противника»
Майор Огаста Уэлсфорд командовал отрядом с осадными лестницами в первой волне штурма Большого Редана. Он пересек широкое открытое пространство длиной 400 метров под градом пуль. Он добрался до рва и начал подниматься по одной из лестниц, которые были приставлены к контрэскарпу . Когда он поднялся над выступом амбразуры наверху, изнутри выстрелили из ружья, и ему снесло голову.

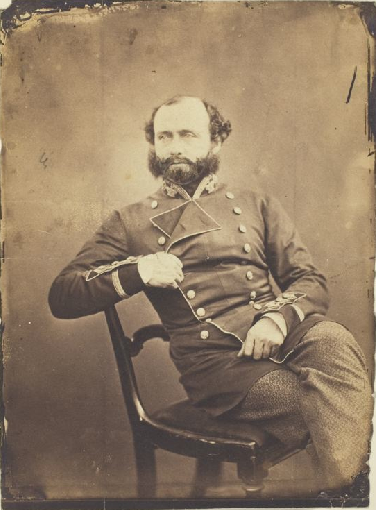
Сэр Чарльз Эш Виндхэм — «Герой Редана»

Другой офицер из Новой Шотландии, Уильям Бак Картью Огастес Паркер также пересек 400-метровое поле под обстрелом, успешно преодолел контрэскарп, проник в укрепление и предпринял тщетную попытку остановить нарастающее отступление британцев, прежде чем град пуль поразил его в глубине рва.
Бригада Виндхэма штурмовала и захватила Редан, разгромив защитников, и был дан сигнал (сигнальные ракеты, выпущенные из Ланкастерской батареи) генералу Ла Саллю, командующему 1-м французским корпусом, о штурме бастиона Флагстафф. Однако Ла Саллю не удалось вовремя начать атаку, и орудия Флагстаффского бастиона обстреляли подходы к Большому Редану, остановив продвижение британской поддержки. В течение двух часов люди Виндхэма удерживали Большой Редан, а британская пехота обстреляла русские резервы.
Русский командир полковник Венцель из Владимирского полка, приказал Селенгинскому 41-й пехотному и Якутский 42-й пехотный полк начать штыковую контратаку. Британские войска, захватившие Редан, вели боевые действия несколько часов, и у них не хватало боеприпасов. При этом французы слева не начали свою атаку, а 3000 русских колонной наступали в штыковую. Виндхэм приказал отступить ко рву перед Большим Реданом. Русский Селенгинский полк снова занял Редан и отбил несколько незначительных атак британской пехоты. 1-й французский корпус, наконец, предпринял кратковременную атаку, но был отброшен.
Атаки французов на Малахов курган и Малый Редан, а также британские атаки на Большой Редан изначально были успешными, но топография Малахова кургана (башня, окруженная рвом) позволила французам удерживать захваченные позиции, несмотря на сильные контратаки русских. А два редана, по сути, представляющие собой открытые стены, не подходили для защиты с тыла, и их нельзя было удержать без большого количества войск. И французы, и англичане на этих позициях не смогли их удержать.
Джеймс Симпсон, командующий британской армией после смерти лорда Рэглана, приказал на следующее утро атаковать Хайлендерам и 3-й дивизии, но в 23:00 русские взорвали свои склады боеприпасов и отступили от Большого Редана. На рассвете его заняли Хайлендеры(горцы). Осада Севастополя закончилась эвакуацией русских сил на Северную сторону, а Черноморский флот России по условиям Парижского договора 1856 года должен был быть уничтожен.

## Потери

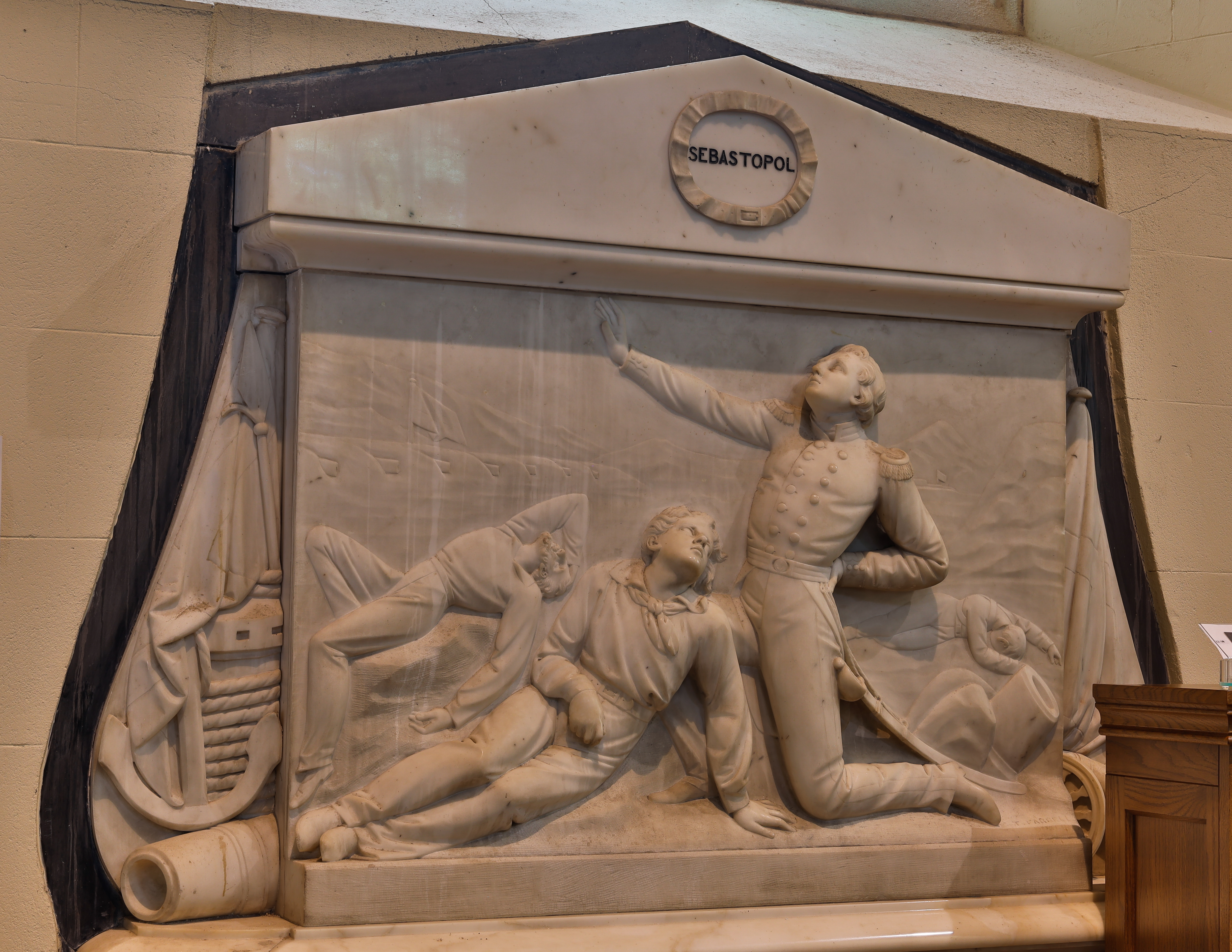
Мемориал Томаса Фаррелла в соборе Святого Патрика, Арма, лейтенанту Томасу Осборну Кидду, убитому 18 июня 1855 года, когда он пытался вылечить нескольких раненых.

В первой же атаке (18 июня 1855) британцы потеряли 1433 человека, из которых 155 было убито, 1126 ранено и 152 пропавших без вести. Около половины раненых были классифицированы как «легко раненые»
Во второй атаке англичане понесли потери в 2447 человек, из которых 385 убитыми, 1,886 ранеными и 176 пропавшими без вести. Примерно 2/3 раненых были классифицированы как «легко раненые».
Русские потери в результате этих действий приравниваются к одновременным атакам французов. 18 июня русские потеряли 4352 человека (700 убитыми, 2828 тяжело ранеными, 860 легко ранеными и 14 пропавших без вести). 8 сентября они потеряли 11 692 человека (2 685 убитыми, 6 064 тяжелыми ранеными, 1180 легко ранеными и 1764 пропавшими без вести).

## Диспозиция сражения
Российская армия
Первая линия (слева направо)
- Суздальский 62-й пехотный полк (2 батальона)
- Якутский 42-й пехотный полк  (2 батальона)
- Владимирский 61-й пехотный полк (2 батальона) в составе собственно гарнизона «Большого Редана» (Редут № 3)
- Камчатский 44-й пехотный полк (2 батальона)
- Сводный резервный полк
- Охотский 43-й пехотный полк (2 батальона) укомплектовывает Пересыпь

Резерв
- Селенгинский 41-й пехотный полк

Вторая линия была незанятой.
Британская армия
Правая атака (15 батальонов, около 11000 задействовано)
Штурмовой отряд
- 2-я бригада, легкая дивизия (19-я, 88-я, 90-я и 97-я пехотная) со 2-й бригадой, прикрытие стрелковой бригады (прилагается к 1-й бригаде, легкая дивизия) под командованием бригадного генерала Горацио Ширли (19-я и 88-я пехотная дивизия не штурмовали)
- 2-я бригада, 2-я дивизия (41-я, 47-я, 49-я и 62-я пехотная) с прикрытием 3-й пехоты (прикреплена от 1-го дивизиона, 2-го дивизиона) под командованием бригадного генерала Чарльза Виндхэма

Силы поддержки
- 1-я бригада, легкая дивизия (7-я, 23-я, 33-я, 34-я) с 77-й пехотой (из 2-й дивизии легкой дивизии) под командованием бригадного генерала Чарльза Ван Штраубензи.
- 1-я бригада, 2-я дивизия (2/1-я, 30-я, 55-я и 95-я пехотная) под командованием бригадного генерала Чарльза Уоррена (95-я не штурмовала)

Левое крыло атаки и резервные силы правого крыла в атаке не участвовали. Силы поддержки 2-й бригады, легкой дивизии (19-я и 88-я пехотная) и 95-й пехотной дивизии не атаковали.

## Память

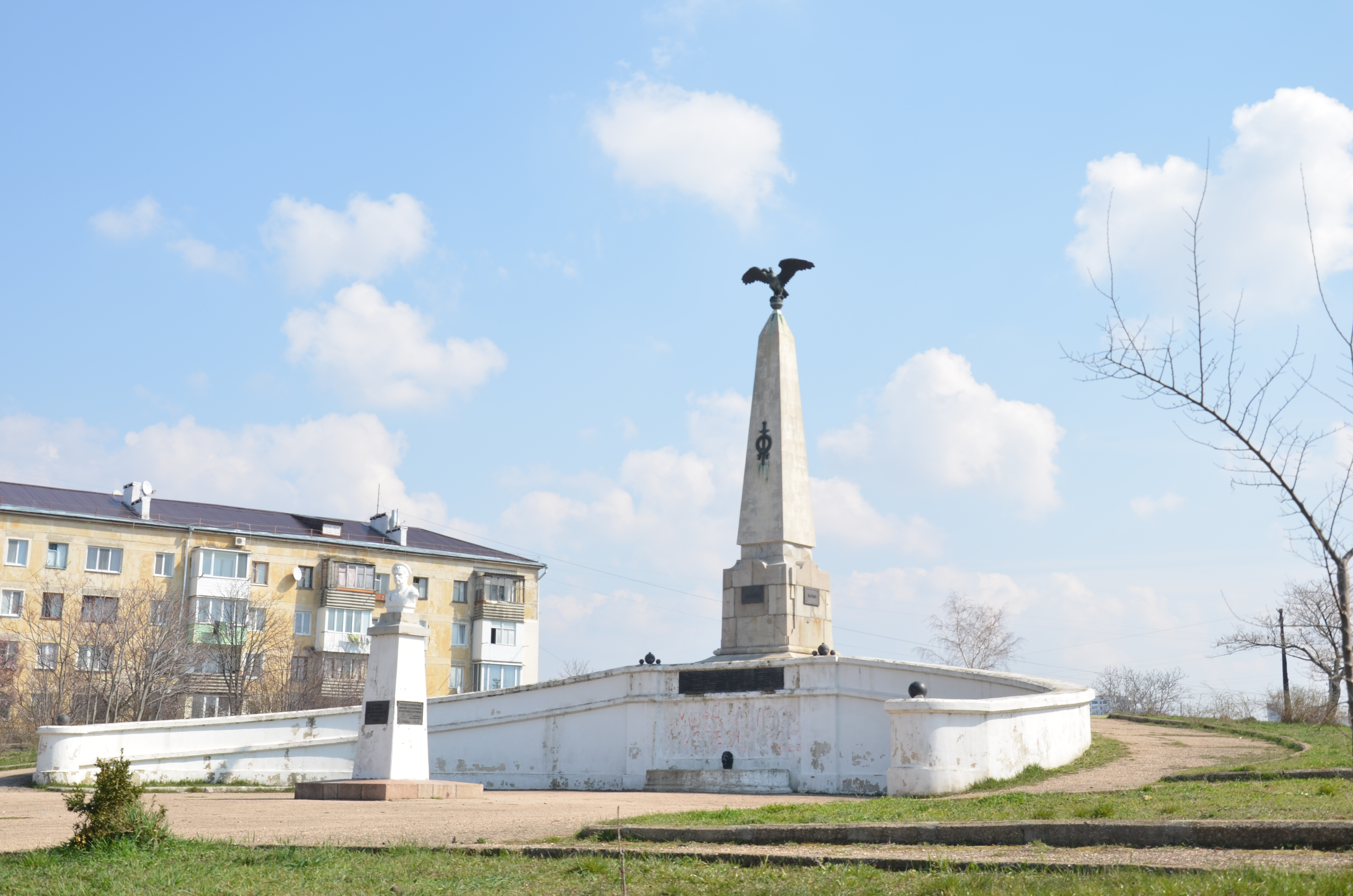
Памятник воинам 3-го бастиона или "Героям вылазок" (общий вид)  Объект культурного наследия народов РФ регионального значения. Рег. № 921711298130005 (ЕГРОКН)
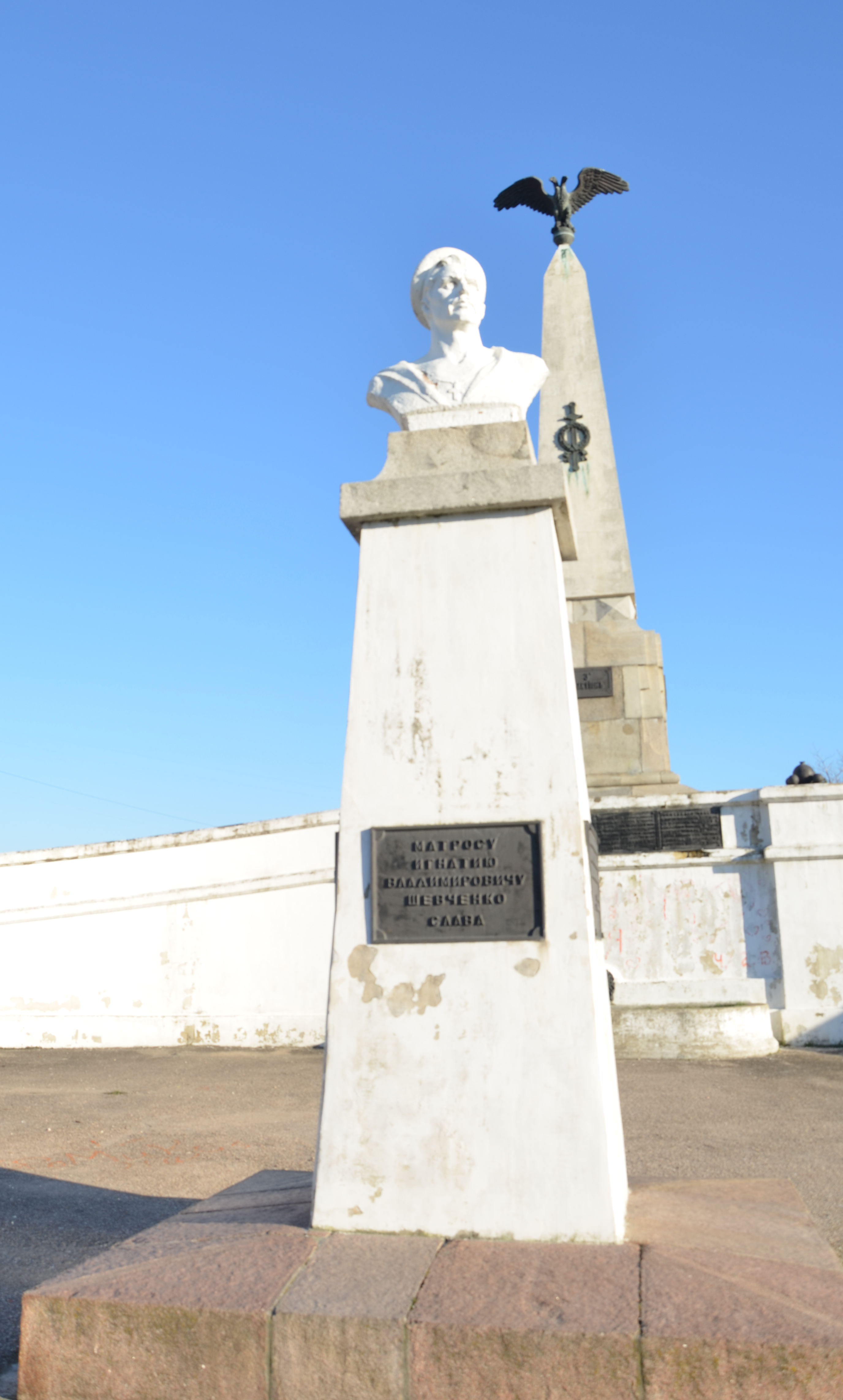
Бюст Игната Шевченко (часть ансамбля)
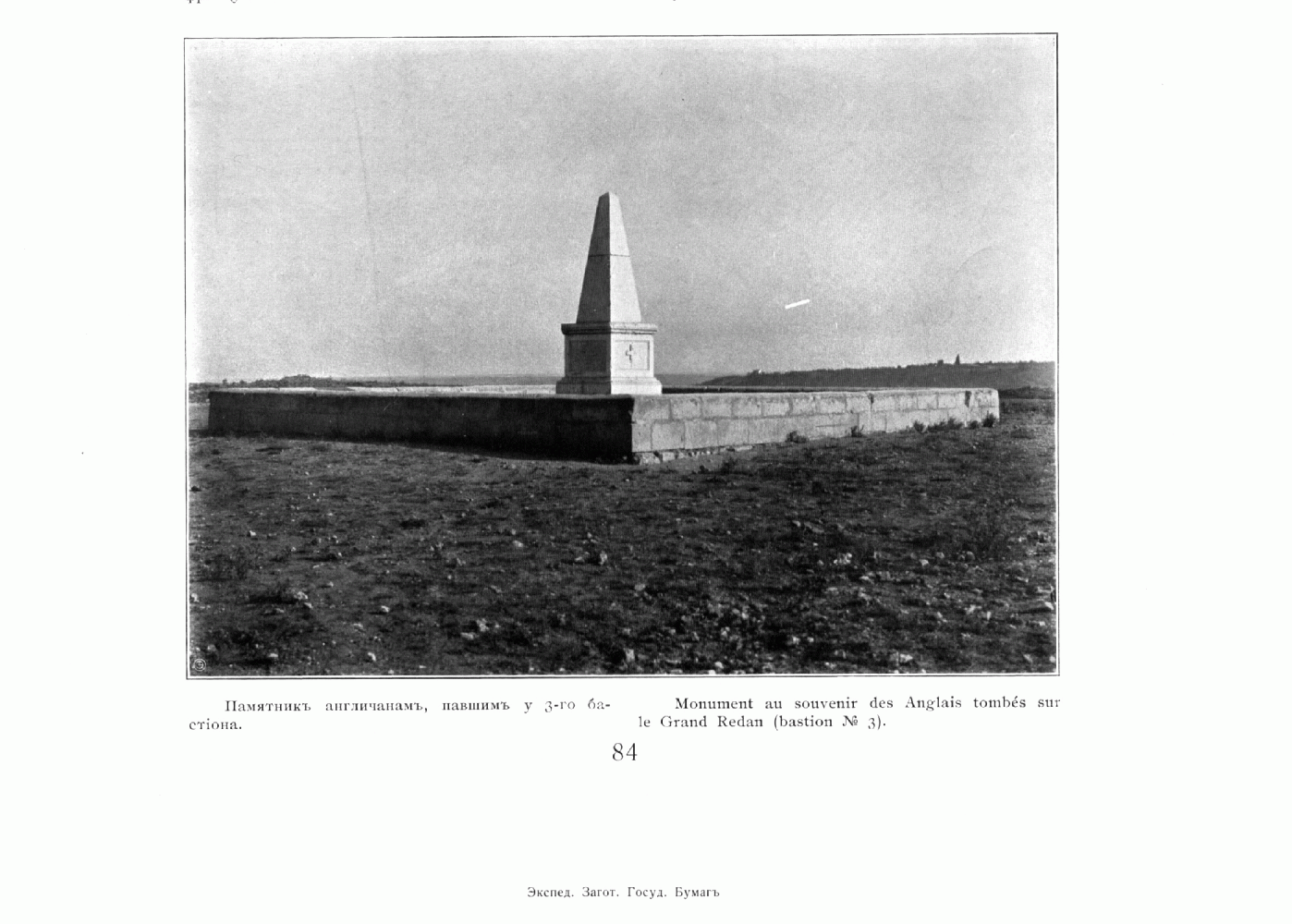
Памятник британским солдатам, разрушен в ходе обороны Севастополя 1941-1942 годов. Часть памятника и мемориальная доска восстановлены в 2009 году.
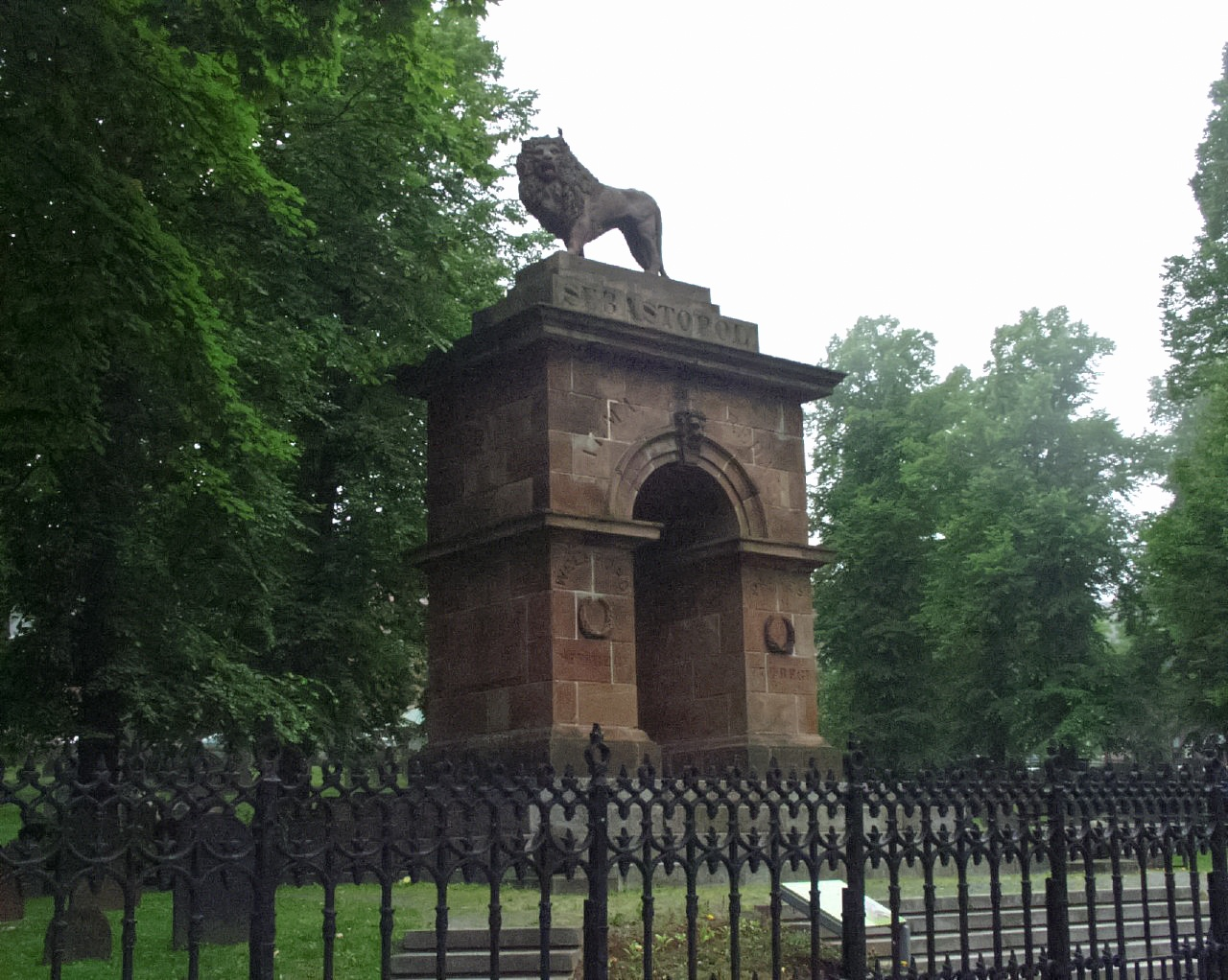
Севастопольский памятник, Галифакс, Новая Шотландия — памятник воинам, погибшим в битве при Большом Редане.

В Российской империи и СССР на месте 3 бастиона установлен ряд памятников его защитникам. Часть из них является в России объектом культурного наследия регионального значения:
- Место расположения главной линии обороны в 1854-1855 гг. на Корабельной стороне. Мемориальная стенка между 1-м и 3-м бастионами (ансамбль). Мемориальное обозначение главной оборонительной линии на Корабельной стороне вошло в общий план Комитета по увековечиванию памяти защитников 1-го, 2-го, 3-го бастионов, Малахова кургана. Утвердив проект инженер-полковника О. И. Энберга, к 50-летию обороны построили своеобразный памятник - мемориальную стенку из крымбальского известняка протяженностью почти пять километров - от первого до третьего бастиона. На ней укрепили чугунные доски с перечислением полков, частей и батарей, сражавшихся на главной оборонительной линии Корабельной стороны. Надписи на них составил участник обороны П. Ф. Рерберг. В настоящее время сохранилась частично.[13]  Объект культурного наследия народов РФ регионального значения. Рег. № 921721298000005 (ЕГРОКН).
- Памятник воинам 3-го бастиона (другое название "Героям вылазок"), ул. Орловская, был сооружён в 50-летию обороны Севастополя. Проект выполнили А. М. Вейзен, Ф. Н. Еранцев и Г. П. Долин при участии художника К. В. Маковского. Позже Комитет по восстановлению памятников Севастопольской обороны поручил О. И. Энбергу проект доработать, он же спроектировал и сквер. В мае 1903 года в имении Ай-Тодор Великий князь Александр Михайлович утвердил творение Энберга с условием уменьшить размеры памятника на одну пятую. На вершине Бомборской высоты сооружён обелиск, увенчанный сидящим на шаре бронзовым орлом. В центре - меч, обрамленный лавровым венком. На монументе надпись: «Героям вылазок 1854-1855 гг.», ниже - составленный П. Ф. Рербергом перечень вылазок, совершенных с третьего бастиона.Памятник был уничтожен в годы Второй мировой войны. Восстановлен в 1979 году (архитекторы А. Л. Шеффер, Н. П. Калинкова)[14]  Объект культурного наследия народов РФ регионального значения. Рег. № 921711298130005 (ЕГРОКН).

В честь сражения в Британской империи и доминионах были названы:
- судно «Герой Редана»
- редановые лунки в архитектуре полей для гольфа;
- Redan Inn (ныне The Quarterdeck) в Северном Берике
- Redan Inn в Чилкомптоне, Сомерсет
- Редан-стрит, Шепердс Буш, Лондон
- Редан, пригород Балларата, Виктория, Австралия
- Redan Street, Сент-Килда, Виктория, Австралия
- Redan Road, Caulfield North, Виктория, Австралия
- Redan [Pub], угол Куинсуэй и Вестборн-Гроув, Лондон, W2; на его знаке изображена битва
- Паб Редан на Торп-Роуд в Норидже первоначально назывался Герой Редана в честь генерал-майора Чарльза Эша Виндхэма.
- Редан, район Мэрихилл, бывший паб в Глазго под названием «Редан» на Мэрихилл-роуд, Глазго
- Redan Hill Road, Олдершот в Хэмпшире
- Памятник британским солдатам, установленный в следующем году на месте поля сражения, был разрушен во время Второй мировой войны[15]

Мемориал павшему сержанту Томасу Эдвину Робертсу, уэльскому королевскому стрелку в Холивелл, Северный Уэльс.